# Kalapagenep
Kalapagenep is een bestuurslaag in het regentschap Tasikmalaya van de provincie West-Java, Indonesië. Kalapagenep telt 5074 inwoners (volkstelling 2010).